# Løgstør
Løgstør  is een plaats en voormalige gemeente in Denemarken.

## Voormalige gemeente
De oppervlakte bedroeg 217,99 km². De voormalige gemeente telde 10.270 inwoners waarvan 5209 mannen en 5061 vrouwen (cijfers 2005).
De oud gemeente valt sinds 2007 onder de nieuw gevormde gemeente Vesthimmerland.

## Plaats
De plaats Løgstør telt 4434 inwoners (2006) en heeft een haven aan het Limfjord.
- Gemeinsame Normdatei: 4737090-7
- Library of Congress Control Number: n82115158
- Nationale Bibliotheek van Israël: 987007557557105171
- Virtual International Authority File: 151295078
- WorldCat: E39PBJkXvPxfWP4yCd8mYbMByd